# Flora (gudinna)

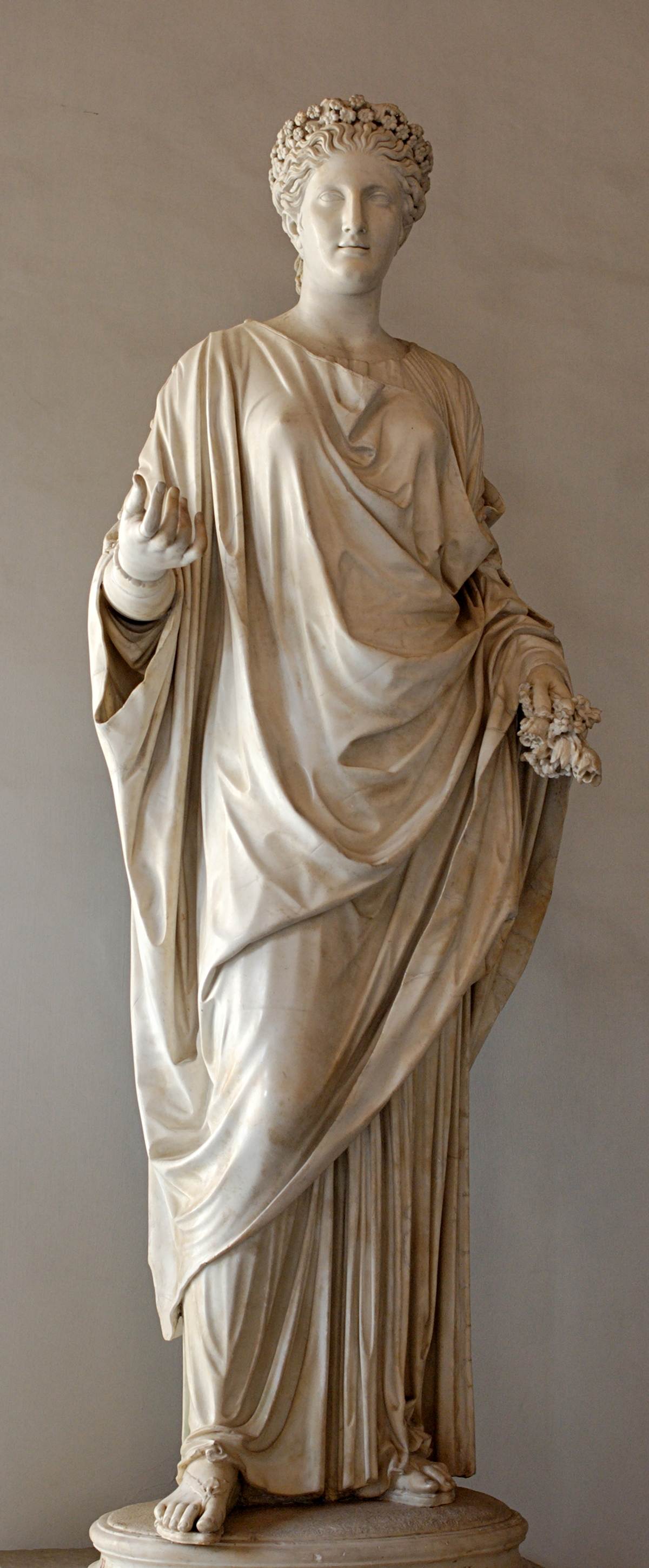
Staty av Flora från Hadrianus villa.

Flora (av latinets flos, (pl: flores), "blomma"), är blommornas och vårens gudinna i romersk mytologi och även gudinna över spannmål och andra nyttiga växter, inklusive vinstockar och fruktträd. Med tiden sågs hon som gudinna över växtligheten och våren motsvarande grekernas Chloris. Hennes främsta blomma är rosen. 
Flora var ursprungligen en sabinsk gudom. Från början var Flora en av många fruktbarhetsgudinnor och tillhörde inte de främsta gudomarna. Med tiden blev hon dock vårens och ungdomens gudinna, och som sådan kom hon att få en större betydelse. Floralia eller florifertum var en vårfestival till gudinnans ära som firades i Rom någon gång mellan 28 april och 3 maj. Festivalen infördes år 240 f.Kr., och Floratemplet invigdes till hennes ära två år senare. Floralia symboliserade början på årets livscykel, berusning och blommor. Under denna bar männen blommor, kvinnorna i övrigt förbjudna kläder och fem dagar ägnades åt farser, falliska skådespel och nakenteater, följd av sex dagars jakt på getter och harar. Ytterligare en festival hölls till hennes ära den 23 maj, denna gång för att fira en särskild art av hennes blommor: rosen. Flora var enligt romersk mytologi gift med Favonius och nära vän med Herkules.

## Inom kulturen
Flora har genom tiderna varit ett mycket populärt motiv inom konsten, målningar och statyer. 

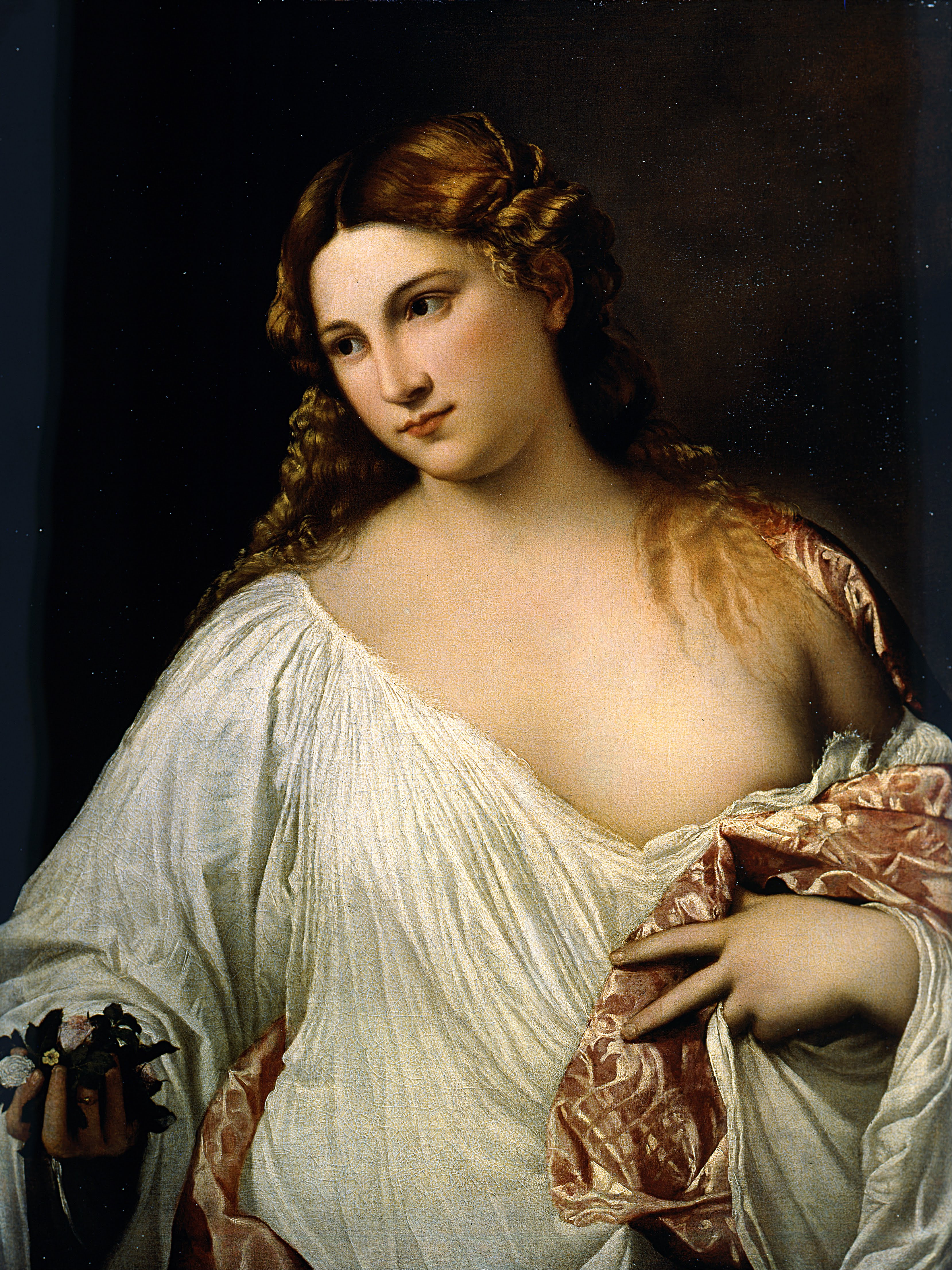
Tizian, Flora (1515–1517), Uffizierna.
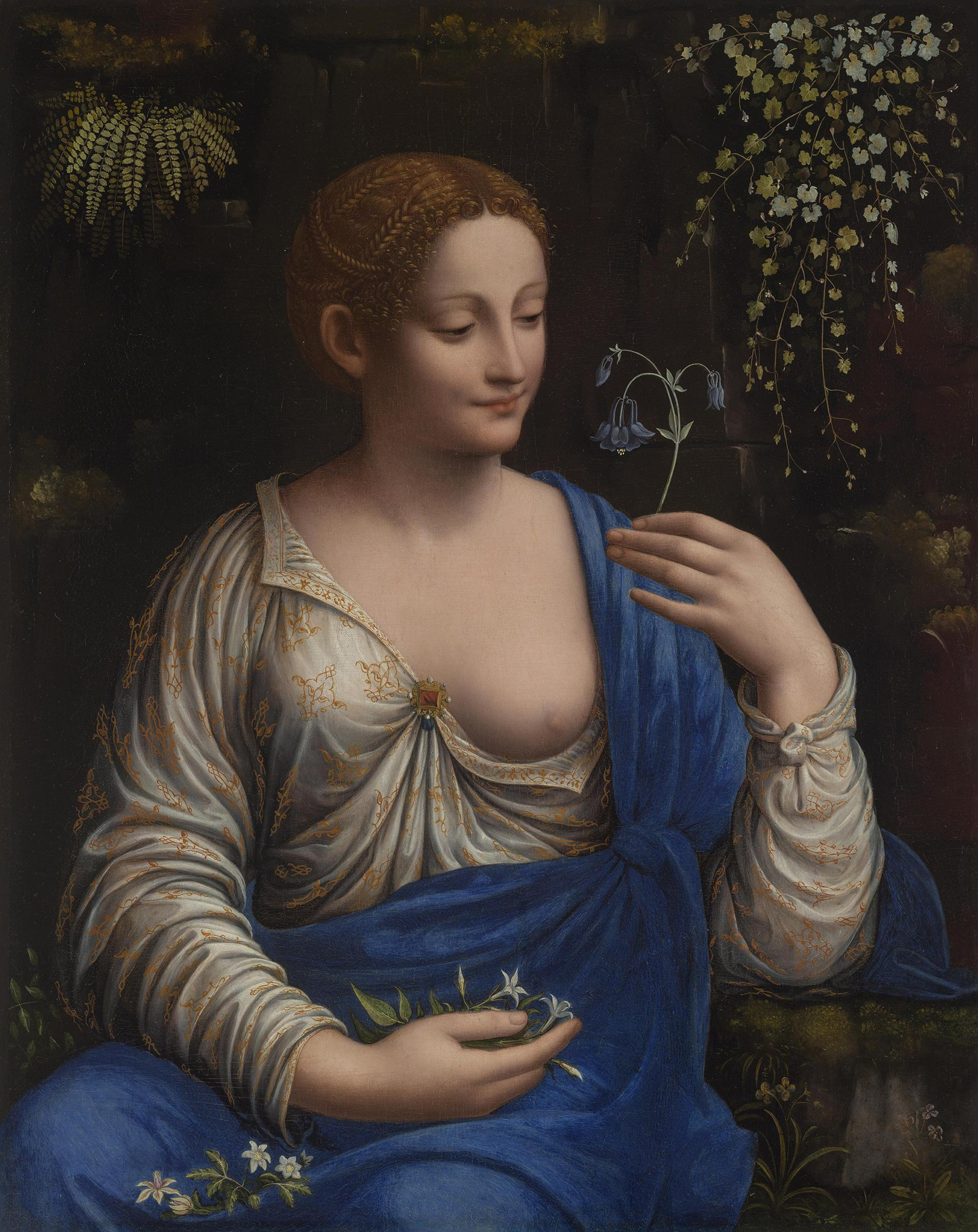
Francesco Melzi, Flora (cirka 1520), Eremitaget.
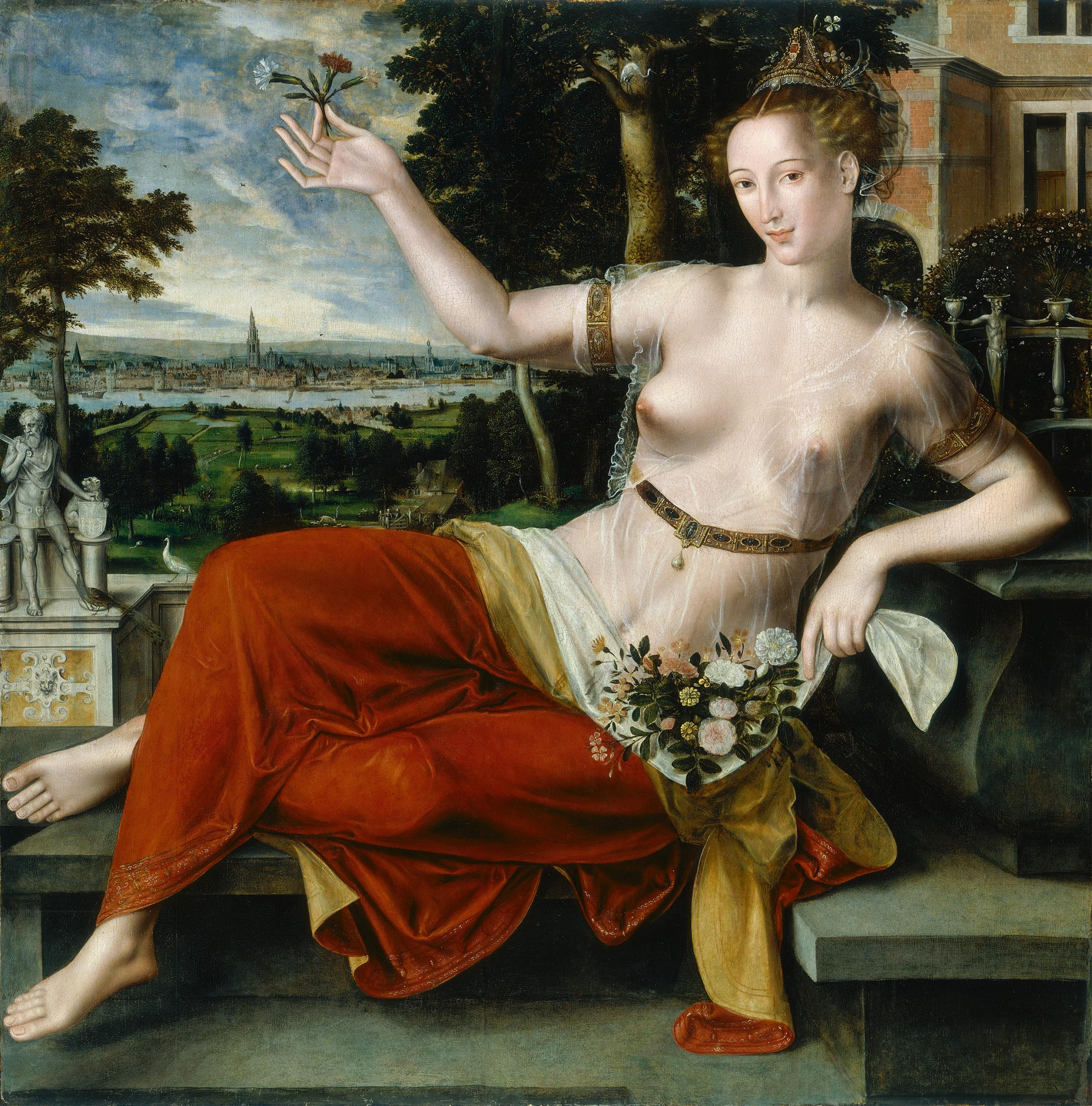
Jan Matsys, Flora (1559), Hamburger Kunsthalle.
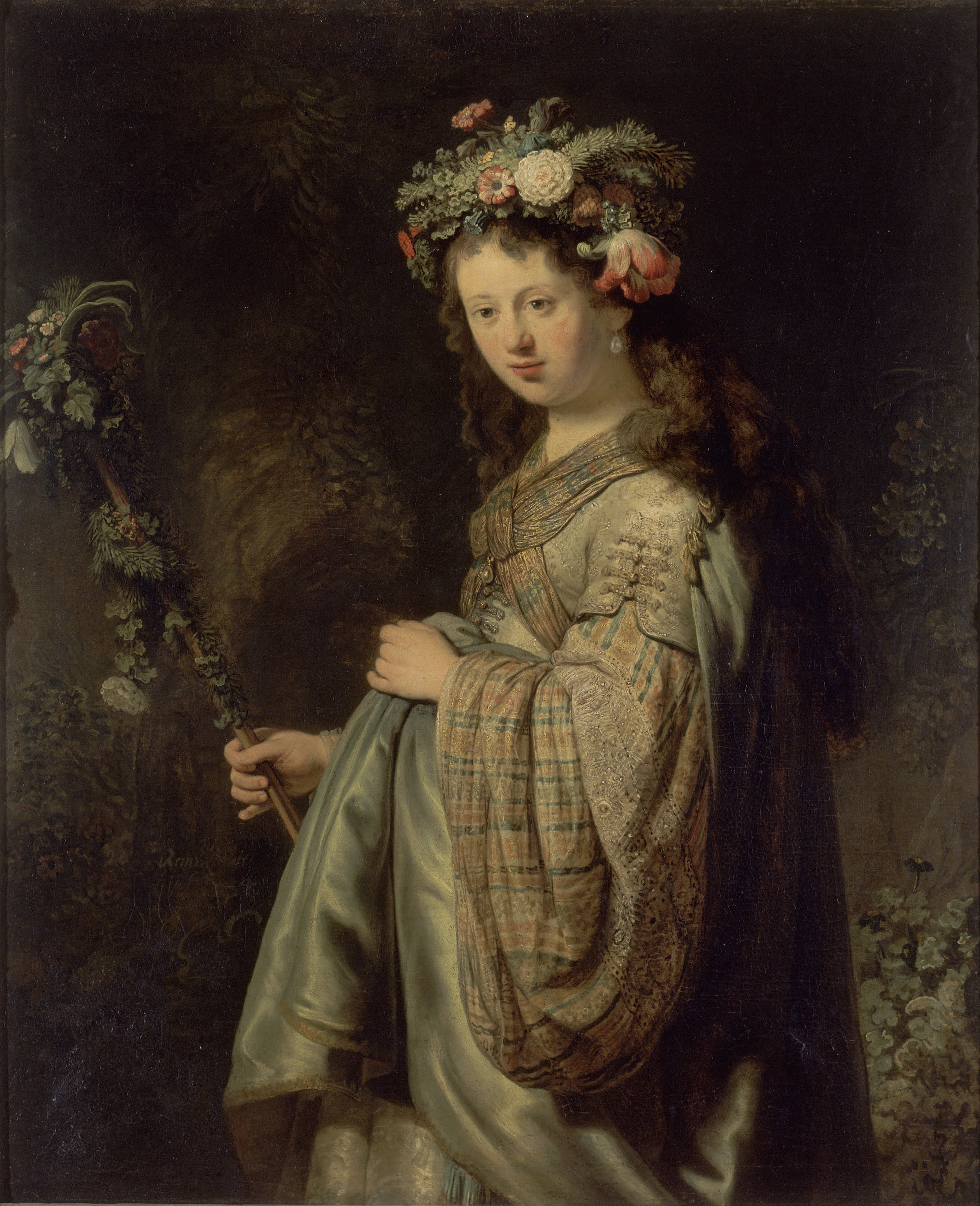
Rembrandt, Flora (1634), Eremitaget.
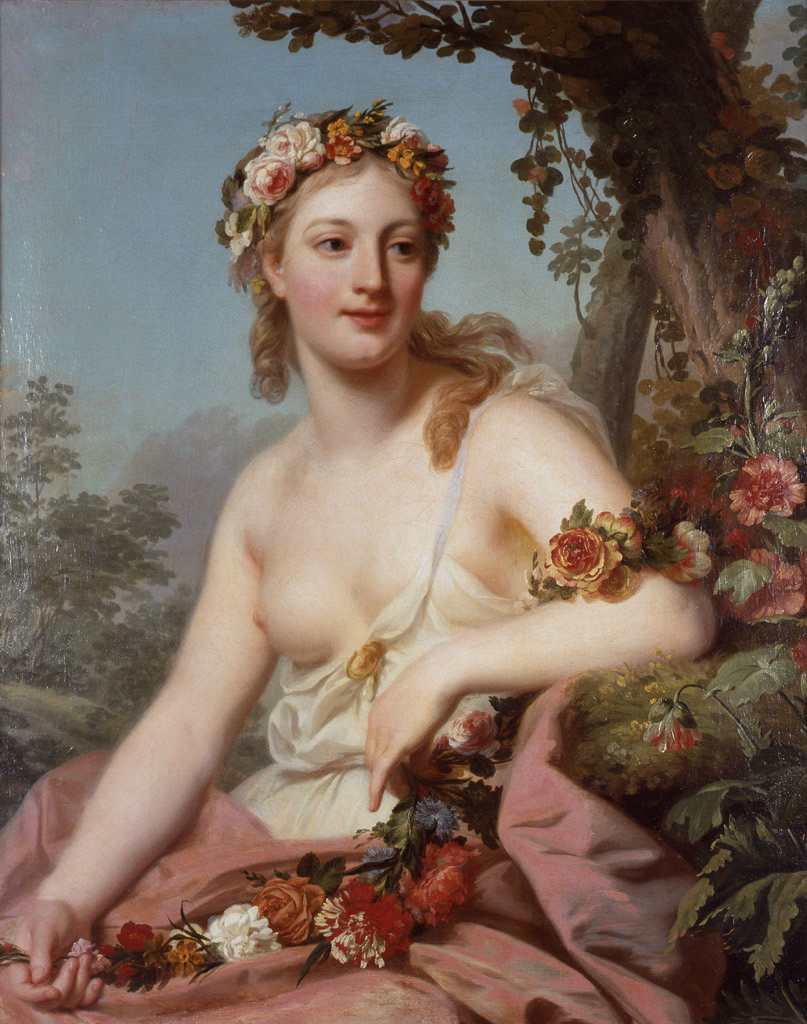
Alexander Roslin, Flora, Musée des Beaux-Arts de Bordeaux.
Evelyn De Morgan, Flora (1894).
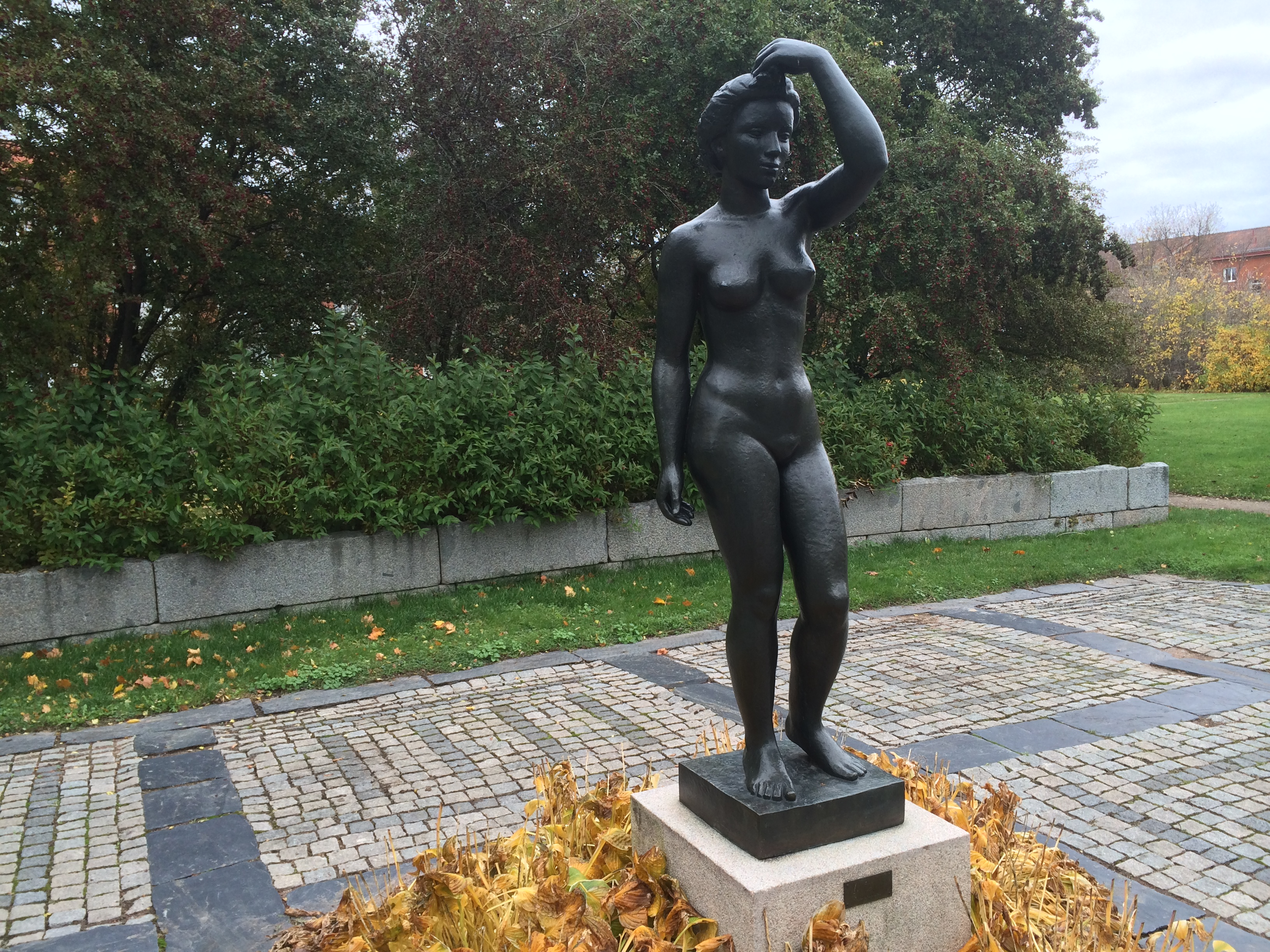
Axel Wallenberg, Flora (1957), Uppsala.